# Mode (commande DOS)
Pour les articles homonymes, voir Mode.
mode est une commande MS-DOS qui affiche l'état du système, modifie les paramètres du système ou reconfigure des ports ou des périphériques. Si utilisé sans paramètres, mode affiche tous les attributs contrôlables de la console et les périphériques COM disponibles.

## Sources & Références
1. ↑  « Mode », sur technet.microsoft.com (consulté le 31 janvier 2018)